# OHR Huldenberg
OHR Huldenberg is een Belgische voetbalclub uit de Huldenberg. De club is aangesloten bij de KBVB met stamnummer 6827 en heeft grijs en zwart als kleuren.

## Geschiedenis
De club werd opgericht in 1965 als FC Huldenberg en sloot zich aan bij de Belgische Voetbalbond. Huldenberg ging er in de provinciale reeksen van start. De club bleef er in de lagere reeksen spelen. De club had bordeaux en zwart als kleuren.
In 2009 kwam het tot gesprekken voor samenwerking met andere clubs uit de gemeente, namelijk VK Rode en SK Ottenburg. Op dat moment speelde Huldenberg na zijn laatste degradatie in 2007 weer zijn tweede seizoen in Vierde Provinciale, net als Ottenburg. Rode speelde in Derde Provinciale. Uiteindelijk kwam het tot een fusie tussen FC Huldenberg en VK Rode; Ottenburg nam niet deel aan de fusie. De fusieclub speelde verder als VK Huldenberg met stamnummer 6827 van Huldenberg. Men trad vanaf 2009 aan in Derde Provinciale.
In 2010 kreeg men opnieuw gemeentegenoot SK Ottenburg weer naast zich in de reeks in Derde Provinciale en in 2013 kwam het opnieuw tot fusiegesprekken tussen beide clubs. Ditmaal besliste men wel een fusie aan te gaan vanaf 2014. De fusieclub werd OHR Huldenberg genoemd (Ottenburg-Huldenberg-Rode) en speelde verder met stamnummer 6827 van Huldenberg. Het team speelt momenteel in 1ste provinciale.

## Resultaten
| Seizoen | Klasse | Klasse | Klasse | Klasse | Klasse | Klasse | Klasse | Klasse | Klasse | Reeks                                                    | Punten                                                   | Opmerkingen                                              |
|         | 1A     | 1B     | 1Am    | 2Am    | 3Am    | P.I    | P.II   | P.III  | P.IV   | Vanaf 2016-17 zijn er 3 nationale en 2 regionale niveaus | Vanaf 2016-17 zijn er 3 nationale en 2 regionale niveaus | Vanaf 2016-17 zijn er 3 nationale en 2 regionale niveaus |
| ------- | ------ | ------ | ------ | ------ | ------ | ------ | ------ | ------ | ------ | -------------------------------------------------------- | -------------------------------------------------------- | -------------------------------------------------------- |
| 2016/17 |        |        |        |        |        |        | 7      |        |        | Tweede Prov. Brab. B                                     | 52                                                       |                                                          |
| 2017/18 |        |        |        |        |        |        | 2      |        |        | Tweede Prov. Brab. A                                     | 69                                                       | Promotie                                                 |
| 2018/19 |        |        |        |        |        | 11     |        |        |        | Eerste prov. Brab.                                       | 37                                                       |                                                          |
| 2019/20 |        |        |        |        |        | 13     |        |        |        | Eerste prov. Brab.                                       | 26                                                       |                                                          |
| 2020/21 |        |        |        |        |        | -      |        |        |        | Eerste prov. Brab.                                       | -                                                        | Seizoen geschrapt wegens Covid-19                        |
| 2021/22 |        |        |        |        |        | 9      |        |        |        | Eerste prov. Brab.                                       | 39                                                       |                                                          |
| 2022/23 |        |        |        |        |        | 4      |        |        |        | Eerste prov. Brab.                                       | 51                                                       |                                                          |
| 2023/24 |        |        |        |        |        | 6      |        |        |        | Eerste prov. Brab.                                       | 45                                                       |                                                          |
| 2024/25 |        |        |        |        |        | 2      |        |        |        | Eerste prov. Brab.                                       | 50                                                       |                                                          |
| 2025/26 |        |        |        |        |        |        |        |        |        | Derde afdeling VV A                                      |                                                          |                                                          |